# Awilega
Awilega is een bestuurslaag in het regentschap Pandeglang van de provincie Banten, Indonesië. Awilega telt 774 inwoners (volkstelling 2010).